# Genicanthus caudovittatus

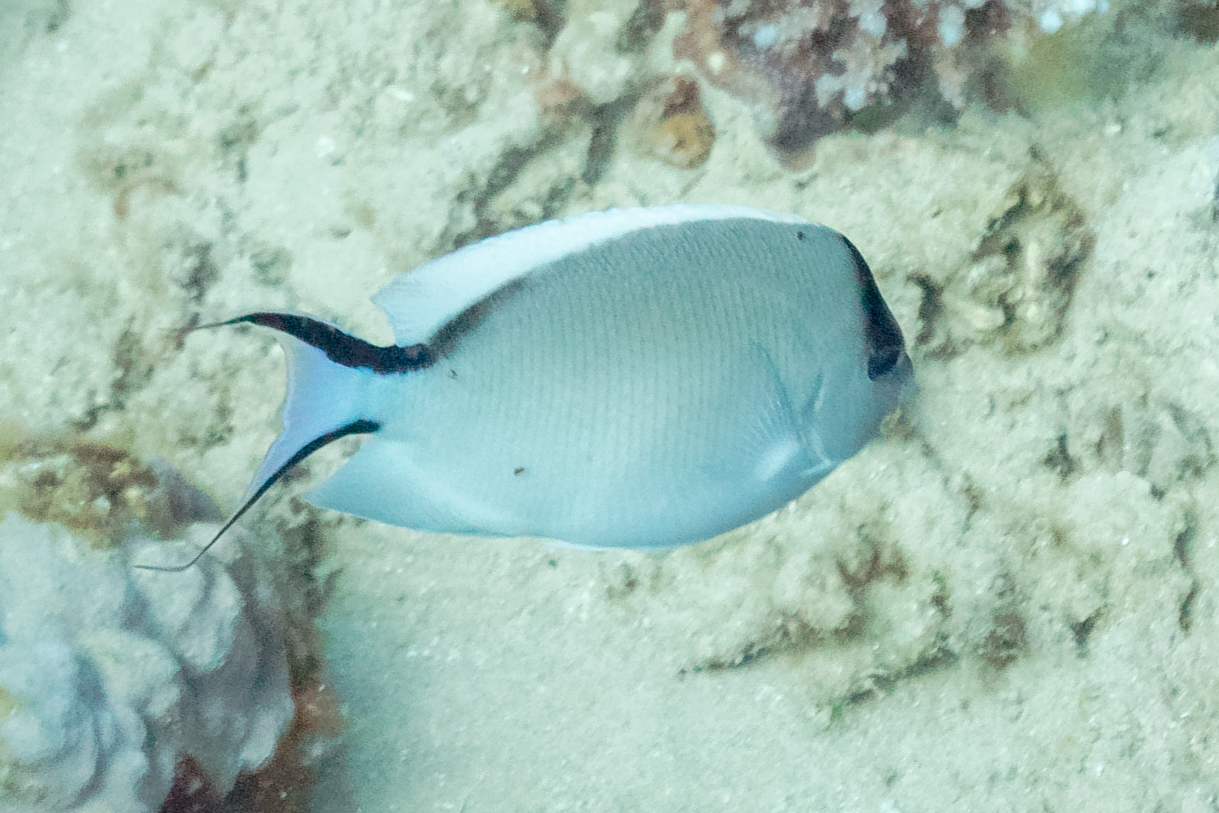
Ejemplar adulto, hembra, en Egipto.

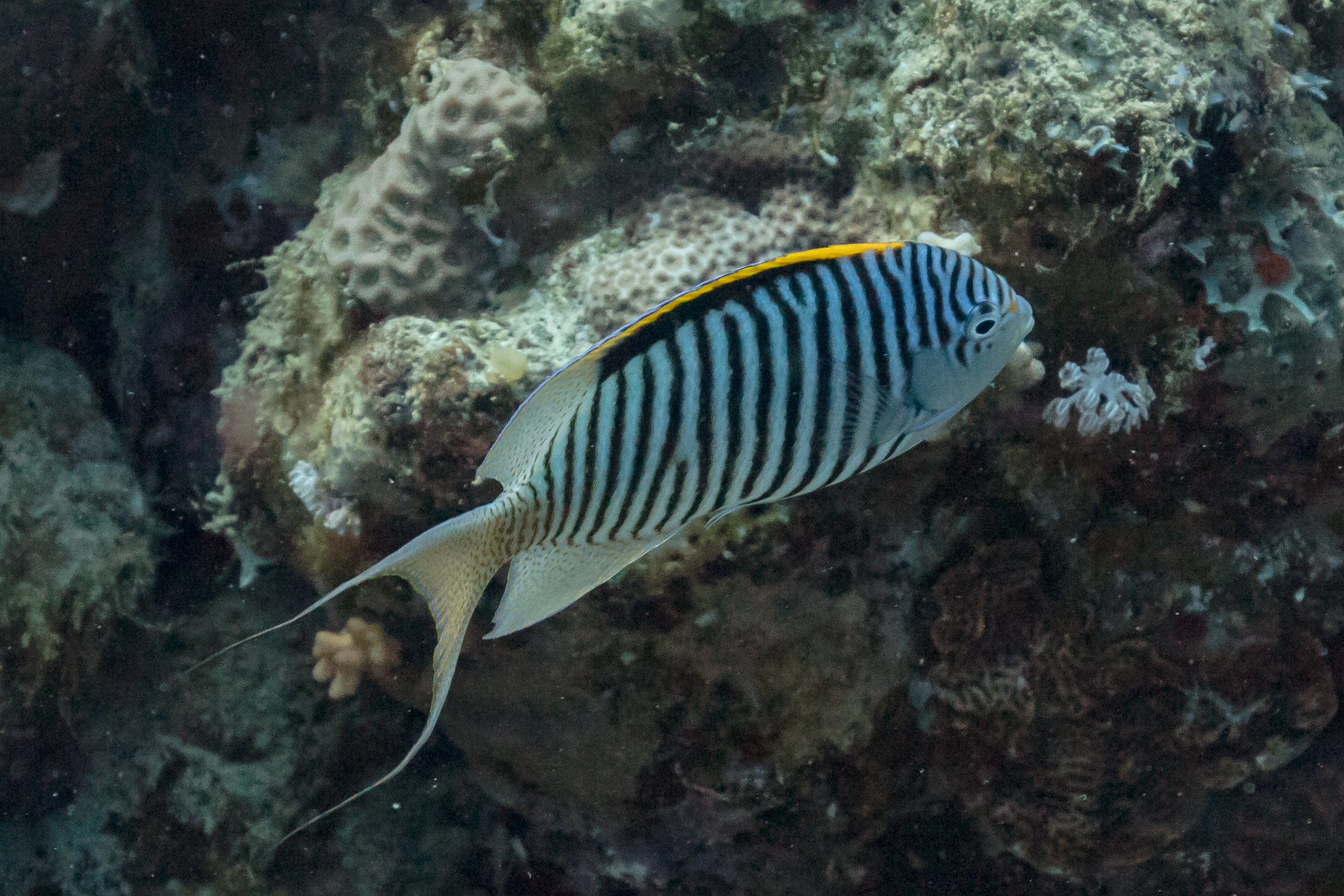
Ejemplar adulto, macho, en el Mar Rojo.

Genicanthus caudovittatus es una especie de pez marino perciforme y pomacántido. 
Su nombre más común en inglés es Zebra angelfish, o pez ángel cebra.
Es una especie generalmente común en su rango de distribución geográfica, y con poblaciones estables. Rara en la costa africana, sin embargo es común en el Mar Rojo y el Golfo de Aqaba.

## Morfología
Es un pez ángel típico, con un cuerpo corto y comprimido lateralmente, y una pequeña boca, con dientes diminutos rematados como cepillos. La aleta caudal está acabada en forma de lira, y de adultos desarrollan filamentos muy largos en sus ángulos.
Tienen 15 espinas dorsales, de 15 a 17 radios blandos dorsales, 3 espinas anales y de 17 a 19 radios blandos anales.
La coloración varía mucho según el sexo. El macho tiene un patrón de rayas parecido a las cebras, con la coloración base de la parte inferior de la cabeza, las aletas dorsal, anal y caudal, en grisáceo pálido. La aleta dorsal tiene las primeras espinas amarillas, y, en el centro, una veta negra distintiva. La base de la aleta y el pedúnculo caudales tienen una suave tonalidad anaranjada.
Los especímenes hembra tienen la coloración de la cabeza, cuerpo y aletas, de color grisáceo pálido con reflejos rosados. Con una mancha negra en la cabeza conectando los ojos. De la parte posterior de la base de las aletas dorsal y anal, surgen unas rayas negras que continúan en la aleta caudal hasta su margen exterior. La coloración de la caudal es azul claro.
Los machos, que son mayores que las hembras, miden hasta 20 centímetros de largo.

## Hábitat y comportamiento
Es una especie asociada a arrecifes y clasificada como no migratoria. Común en aguas medias a profundas, en arrecifes pronunciados exteriores. Ocurren en harenes de un macho con varias hembras.
Su rango de profundidad es entre 2 y 70 metros, más superficiales en el Mar Rojo, y a mayor profundidad en el Mar de Andaman, dónde suelen ocurrir a 40 m o más de profundidad.

## Distribución geográfica
Se distribuye en el océano Índico, desde las costas orientales de África, mar Rojo, hasta la isla Weh, al noroeste de Sumatra. Siendo especie nativa de Arabia Saudí; Comoros; Egipto; Eritrea; Indonesia; Israel; Jordania; Kenia; Madagascar; Maldivas; Mauritius; Mayotte; Mozambique; Reunión; Somalia; Sri Lanka; Sudáfrica;  Sudán; Tanzania; Yemen y Yibuti.

## Alimentación
El pez ángel cebra se alimenta principalmente de zooplancton a varios metros sobre el fondo.

## Reproducción
Aunque no hay información disponible sobre su reproducción, esta especie, como toda la familia, es dioica y ovípara. La fertilización es externa. Son sexualmente todos hembras, evolucionando a macho los ejemplares mayores, que forman su harén con varios ejemplares hembras.
Su nivel de resiliencia es alto, doblando una población en menos de 15 meses.